# Charançon du riz
Sitophilus oryzae
Espèce
Synonymes
- Calandra oryzae (Fabricius) Gistl, 1848
- Curculio oryzae Linnaeus, 1758
- Sitophilus sasakii Takahashi, 1928

Le Charançon du riz parfois aussi appelé Charançon des céréales (Sitophilus oryzae) est une espèce d'insectes coléoptères de la famille des Curculionidae, à répartition cosmopolite.
Cet insecte ravageur est appelé ainsi car la femelle pond ses œufs dans les graines de céréales et particulièrement de riz, en causant notamment des dommages aux stocks. Il est classé selon certains auteurs dans la famille des Curculionidae ou dans celle des Dryophthoridae.

## Biologie
Le Charançon du riz (Sitophilus oryzae) possède des élytres qui lui permettent de voler, contrairement au Charançon du blé (Sitophilus granarius).
Une femelle peut pondre jusqu'à six œufs par jour (jusqu'à 400 au cours de sa vie), chacun dans un grain de riz différent, et à chaque fois elle obture l'orifice par des sécrétions de son oviscapte. Le développement et les métamorphoses de la larve prennent une trentaine de jours, après quoi l'insecte adulte sort.
Le Charançon du riz vit en symbiose, tant à l'état de larve que d'adulte, avec Sodalis pierantonius, une gammaprotéobactérie vivant à l'intérieur des bactériocytes (des cellules spécialisées rassemblées dans le bactériome). La bactérie fournit au charançon des vitamines et des acides aminés, et le charançon à la bactérie d'autres acides aminés et des nucléotides indispensables à sa survie. Contrairement à la plupart des endosymbiotes d'insectes dont on connaît le génome, celui de S. pierantonius est aussi long que celui d'une bactérie libre (4,5 Mb), il est riche en guanine et cytosine (56,06 %) et inclut de nombreux gènes généralement disparus quand la symbiose est installée depuis des millions d'années : ici elle daterait de moins de 30 000 ans.

## Lutte

### Naturelle
La lutte contre les charançons du riz implique de localiser et de retirer toutes les sources de nourriture potentiellement infestées. Les charançons du riz, à tous les stades de développement, peuvent être éliminés en congelant les aliments infestés à une température inférieure à −18 °C pendant une période de trois jours, ou en chauffant à 60 °C pendant une période de 15 minutes.

### Chimique
Le Charançon du riz est l'un des ravageurs les plus néfastes aux cultures de céréales et aux grains en silo. Dans les silos on emploie généralement la fumigation de phosphine (réputée ne pas laisser de résidus sur les grains), mais le charançon devient de plus en plus résistant à cet insecticide censé attaquer le système nerveux de l'insecte.
Le génome du Charançon du riz explique en partie comment cette résistance peut s'être installée : environ 74 % de ce génome sont constitués de répétitions dispersées, essentiellement des éléments transposables dont on sait qu'ils favorisent des adaptations rapides.